# (163639) Tomnash
(163639) Tomnash est un astéroïde de la ceinture principale.

## Description
(163639) Tomnash est un astéroïde de la ceinture principale. Il fut découvert le 29 octobre 2002 à l'observatoire d'Apache Point par le programme Sloan Digital Sky Survey. Il présente une orbite caractérisée par un demi-grand axe de 3,07 UA, une excentricité de 0,07 et une inclinaison de 15,6° par rapport à l'écliptique.

## Compléments